# 88270 Alanhoward
88270 Alanhoward è un asteroide della fascia principale. Scoperto nel 2001, presenta un'orbita caratterizzata da un semiasse maggiore pari a 2,528496 UA e da un'eccentricità di 0,046820, inclinata di 6,142673° rispetto all'eclittica.